# Владиславлєв Олександр Павлович
Олекса́ндр Па́влович Владисла́влєв (* 21 травня 1936, Москва) — російський державний і політичний діяч. Доктор технічних наук (1969).

## Біографія
Народився в сім'ї службовців. Батько загинув на фронті. Під час евакуації виховувався в дитячому будинку в місті Челябінськ. 1946 року повернувся в Москву.
1953 року закінчив середню школу із золотою медаллю, 1958 року — Московський інститут нафти та газу імені Івана Губкіна (під час навчання познайомився зі студентом цього ж інституту Юрієм Лужковим — майбутнім мером Москви).
У 1974—1986 роках — заступник голови Всесоюзного товариства «Знання». Був учасником Всесоюзного семінару директорів і лекторів планетаріїв, який 24—26 грудня 1985 року проведено в Кам'янці-Подільському: в перший день роботи семінару виступив із доповіддю «Завдання планетаріїв щодо пропаганди природничо-наукових знань» .
У 1986—1990 роках — перший секретар правління Союзу наукових і інженерних товариств ЮНЕСКО.
Народний депутат СРСР (1989—1991). У 1990—1991 роках — віце-президент Науково-промислового союзу СРСР, перетвореного в Російський союз промисловців і підприємців. У 1992—1995 роках — його віце-президент.
На виборах у Державну думу Росії брав участь від різних виборчих блоків. У грудні 1999 року став депутатом по федеральному списку «Отечество — вся Россия». Від 2001 року член об'єднаного блоку «Единая Россия» («Отечество — вся Россия» та «Единство»). У грудні 2003 року вибрано депутатом Думи від партії «Единство».